# جون أ. كينغ
جون أ. كينغ هو محامي وسياسي أمريكي، ولد في 3 يناير 1788 في نيويورك في الولايات المتحدة، وتوفي في 7 يوليو 1867 في كوينز في الولايات المتحدة. نشط حزبياً في الحزب الجمهوري وحزب اليمين.

## مناصب
- انتخب عضو جمعية ولاية نيويورك  [لغات أخرى]‏.
- انتخب حاكم نيويورك [الإنجليزية]‏ (1857 – 31 ديسمبر 1858).
- انتخب عضو مجلس ولاية نيويورك  [لغات أخرى]‏.
- انتخب عضو مجلس النواب الأمريكي [الإنجليزية]‏ عن دائرة New York's 1st congressional district [الإنجليزية]‏ (4 مارس 1849 – 3 مارس 1851).